# Тамм, Янет
Янет Тамм (эст. Janet Tamm; род. 18 июня 1994 года) — эстонская шашистка. Серебряный призёр чемпионата Эстонии среди женщин по русским шашкам (2016. Участница европейских молодёжных первенств с 2008 года.
FMJD-Id: 16398.
Проживает в Пярну.

## Спортивная карьера
На международном уровне стартовала в 2008 году на первенстве Европы среди девушек до 19 лет, прошедшим в городе Щечин (Польша). Тамм заняла 21-е место из 23 возможных. В турнире участвовали будущие международные гроссмейстеры Матрёна Ноговицына (1 место), Виктория Мотричко (2 место), Наталья Садовская (3 место)
В 2009 году Тамм участвовала в первенстве Европы среди девушек до 16 лет, прошедшим в городе Hijken (Нидерланды). Эстонка стала 20-й среди 26 возможных
В 2010 году вновь выступила на первенстве Европы среди девушек до 16 лет (Миньск-Мазовецки, Польша), разделив 9-10 места среди 24 участниц
В 2011 году в Таллине выступила на континентальном первенстве среди девушек до 19 лет. В классике она стала 18-й из 20 участниц, в блице заняла 19-е из 23.
В 2012 году выступила на взрослом чемпионате Эстонии (4-я из 5), пропустила европейское первенство.
В 2013 году на первенстве Европы среди девушек до 19 лет (Белява, Польша) в классике заняла 12-е место из 18, а в блице поделила 10-11 места из 16 возможных
Следующий европейский старт — в 2016 году, на первенстве Европы среди молодёжи до 26 лет в городе Пинск, Белоруссия. Тамм выступила в трёх программах — классике и блице стала 15-й из 16 участниц), в рапиде 15-й из 17.